# Aggabodhi II
Pour les articles homonymes, voir Aggabodhi.
Aggabodhi II est un roi du royaume d'Anuradhapura, dans l'actuel Sri Lanka.

### Source historique
- Culavamsa, récits en pali de l'histoire du Sri Lanka du IVe siècle à la chute du royaume de Kandy en 1815.